# Gildemeester (Rheda)
Gildemeester is een Nederlands, van oorsprong uit Rheda (Duitsland) afkomstig geslacht dat zich in het begin van de 18e eeuw in Amsterdam vestigde en enkele kunstenaars voortbracht.

## Geschiedenis
De stamreeks begint met Hans Gildemeister wiens zoon Johann omstreeks 1620 in Rheda werd geboren en rentmeester van de graaf von Bentheim-Tecklenburg te Rheda was. Een kleinzoon van de laatste, Heinrich Daniel Gildemeister (1685-1762), geboren te Bremen vestigde zich te Amsterdam.
In 1915 werd het geslacht opgenomen in het genealogische naslagwerk Nederland's Patriciaat, tegelijkertijd met een geslacht met diezelfde naam.

## Enkele telgen
Heinrich Daniel Gildemeister (1685-1762), vestigde zich te Amsterdam
- Jan Paulus Gildemeester (1767-1808), lid van de Firma J.P. Gildemeester & Co.
  - Hendrik Daniel Gildemeester (1797-1852), lid van de Firma J.P. Gildemeester & Co.[1]
    - Adriaan Gildemeester (1828-1901), lid van de Tweede Kamer der Staten-Generaal
    - Pauline Hermine Elisabeth Gildemeester (1831-1900), getrouwd in 1854 met Allard Pierson (1831-1896)

  - Adriaan Gildemeester (1799-1827), assuradeur
    - dr. Jan Paulus Gildemeester (1825-1901), medisch doctor, bewoonde met zijn gezin huis Heelsum
      - Anna Gildemeester (1867-1945), kunstschilderes

    - Hugo Martin Gildemeester (1825-1893), verzekeraar
      - Charlotte Elisabeth (Betty) Gildemeester (1856-1931), kunstschilderes
      - Paulus Adriaan Gildemeester (1858-1930), kunstschilder